# Jorge Awad
Jorge Alberto Awad Mehech (Santiago, 15 de noviembre de 1945) es un ingeniero comercial, académico, empresario, consultor y dirigente gremial chileno, actual Presidente de la Junta Directiva de la Universidad de Talca, y presidente de la Asociación de Bancos e Instituciones Financieras (Abif) entre 2011 y 2015.
De ascendientes sirios, ha destacado como asesor y director de empresas tanto públicas como privadas, entre las que sobresale LAN Airlines, cuyo directorio lideró entre 1994 y 2012 (con una breve interrupción en 2000-2001).
Antes de incorporarse al mundo empresarial, se desempeñó como director nacional de la estatal Dirección de Industria y Comercio (Dirinco) y como vicerrector de Asuntos Económicos y Administrativos de la Pontificia Universidad Católica de Chile.
Es casado con Janet Manzur Dihmes, con quien tuvo tres hijas: Gisela, Janet y Fabiola.

## Primeros años
Nieto de un inmigrante sirio que llegó a Chile hacia 1890, nació en la calle Olivos de la comuna de Recoleta, en la zona norte de Santiago.
Tras perder a su padre, a temprana edad, se mudó junto a su familia a la calle Bulnes, en el centro de la ciudad. También siendo niño vivió en el consulado de Siria de Santiago, donde un tío paterno se desempeñaba como funcionario diplomático.
Se educó en el Instituto Nacional General José Miguel Carrera. Más tarde ingresó a estudiar ingeniería comercial a la Universidad de Chile, entidad donde comenzaría a militar en el Partido Demócrata Cristiano (PDC), colectividad en representación de la cual cercanos suyos, como Jorge Navarrete, Luis Maira, Juan Villarzú y Jaime Ravinet, ocupaban cargos en organizaciones estudiantiles.
Se tituló en el año 1968 con la tesis Las centrales de compra como sistema de distribución de abarrotes, elemento que determinaría su designación, con apenas 22 años, como director nacional de la Dirinco en el Gobierno del presidente Eduardo Frei Montalva (PDC), un viejo conocido de su familia.
Durante su periodo como estudiante universitario tuvo entre sus profesores a Sergio Molina y Edgardo Boeninger.

## Actividad profesional

### Gobierno y universidad
Apenas egresado de la universidad trabajó como asesor del ministro de Economía, Fomento y Reconstrucción de la época, Domingo Santa María Santa Cruz, labor a la que arribó gracias a su cercanía con el también PDC Enrique Krauss. A la Dirinco, ente que dependía de esta misma cartera, pasó por decisión del propio mandatario. La entidad, en la que permaneció dos años, tenía entonces como responsabilidad establecer los precios de bienes de consumo como el pan, la leche y los automóviles.
En 1971 participó sin éxito en las elecciones municipales convocadas para llenar los cargos de regidores por la comuna de Ñuñoa, en la capital.
Al poco tiempo, por iniciativa del propio Santa María, se incorporó como director general a la Vicerrectoría de Asuntos Económicos y Financieros de la Pontificia Universidad Católica. Dejó la casa de estudios con el cargo de vicerrector en el año 1974, tras la intervención de las Fuerzas Armadas, a la sazón a cargo del Gobierno de la Nación. De su paso por la entidad destaca el estrecho lazo forjado con el cardenal Raúl Silva Henríquez, a quien por décadas asesoraría en el Arzobispado de Santiago.

### Ejecutivo, directivo y dirigente gremial

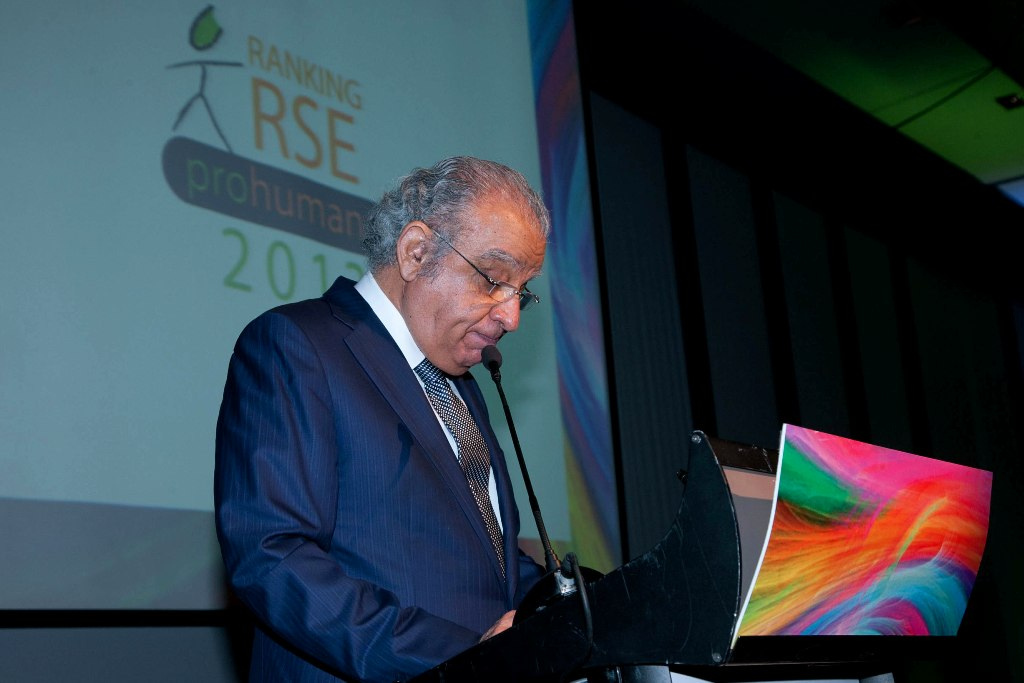
Jorge Awad en 2013.

En 1975 inició su periplo por el sector privado como gerente general de la cooperativa textil Paños Bellavista Oveja Tomé, donde permaneció hasta 1978.
En 1979 se trasladó a Compac, donde ejerció el mismo cargo, responsabilidad a la que al tiempo agregaría la de gerente general de Sabimet (1982). A través de estas firmas retomaría contacto con el empresario de origen español Juan Cueto, a quien había conocido en su paso por la Dirinco, cuando éste formaba parte de la Cámara Chilena del Cuero. Este vínculo lo llevó a incorporarse a Fast Air Carrier, línea aérea de los Cueto en la que ejerció como vicepresidente ejecutivo entre 1979 y 1983. En 1994 este vínculo, tras la toma de control de LanChile por Cueto y sus socios, lo llevó a la presidencia del directorio, cargo del que se apartó solamente entre noviembre de 2000 y julio de 2001, periodo en que lideró la empresa Sebastián Piñera. Dejó definitivamente el directorio en septiembre de 2012.
En materia política destacó su participación como tesorero en el equipo conformado por Eduardo Frei Ruiz-Tagle (PDC) y su entorno para enfrentar la elección presidencial de 1993, la que terminaría ganando por amplio margen en diciembre de ese año.
Entre las empresas estatales de cuyos directorios fue parte en la década de 1990 se cuentan Televisión Nacional de Chile, Codelco y La Nación.
En septiembre de 2010 asumió como presidente de Icare, cargo al que dimitió en mayo de 2011, días después de ser nombrado presidente de la Asociación de Bancos e Instituciones Financieras (ABIF). En 2013 fue reelecto en la presidencia de la ABIF.
Ha cumplido labores académicas en la Universidad de Chile, Católica de Chile y Gabriela Mistral.

## Obras
- Elementos primarios en el estudio de comercialización (coautor), con José Elías.
- Fuentes, asignación y utilización de recursos financieros en la universidad. Artículo publicado en el libro Universidad e Integración Andina.